# Si’in al-Ghazal
Si’in al-Ghazal (arab. سعن الغزال) – miejscowość w Syrii, w muhafazie Aleppo. W 2004 roku liczyła 2002 mieszkańców.